# Michèle Blanchet
 (août 2010).
Si vous disposez d'ouvrages ou d'articles de référence ou si vous connaissez des sites web de qualité traitant du thème abordé ici, merci de compléter l'article en donnant les références utiles à sa vérifiabilité et en les liant à la section « Notes et références ».
Michèle Blanchet (née le 14 juillet 1934 à Québec) est une écrivaine canadienne

## Biographie
À la suite de ses études classiques, Michèle Blanchet obtient un baccalauréat en études allemandes, une maîtrise en philosophie et une maîtrise en psychologie à l’Université Laval.  Par la suite, elle travaille longtemps comme enseignante et psychothérapeute. 
Elle participe pendant cinq ans aux ateliers de poésie de l’Université Laval et à de nombreux récitals. Elle obtient en 2004 le premier prix d’excellence de la FADOQ dans le cadre du Festival international de poésie pour son poème « Je ne me rappelle plus ta main » et, en 2005, le prix Alphonse-Piché pour « L’âme de tous les jours ».